# Euphorbia adjurana
Euphorbia adjurana  ist eine Pflanzenart aus der Gattung Wolfsmilch (Euphorbia) in der Familie der Wolfsmilchgewächse (Euphorbiaceae).

## Beschreibung
Die sukkulente Euphorbia adjurana wächst mit ausgebreiteten Zweigen und bildet Bäume bis 7 Meter Höhe aus. Die endständigen Zweige sind vier bis sechskantig und werden 2 bis 5 Zentimeter breit. Die Triebe sind mit verkehrt konischen Einschnürungen versehen die 5 bis 15 Zentimeter lange Segmente ausbilden. An den geflügelten Kanten stehen gebogene Zähne im Abstand von 5 bis 15 Millimeter. Die Dornschildchen wachsen zu einem 4 Millimeter breiten Hornrand zusammen. Die Dornen werden 2 bis 15 Millimeter lang. Die undeutlichen Nebenblattdornen werden 0,5 Millimeter lang. Zusätzlich zu diesen werden auf beiden Seiten der Blütenstände bis 3,5 Millimeter lange Dornen ausgebildet.
Der Blütenstand besteht aus ein bis drei Cymen, die in einer waagerechten Linie stehen und ein- bis zweifach gegabelt sind. Sie stehen an einem bis 7,5 Millimeter langen Stiel. Die Cyathien werden bis 7 Millimeter im Durchmesser groß. Die elliptischen Nektardrüsen werden etwa 1,8 Millimeter lang und 3,5 Millimeter lang. Sie sind gelb gefärbt und berühren sich fast. Der Fruchtknoten ist von einer dreilappige Blütenhülle umgeben. Die stumpf gelappte Frucht wird etwa 7,5 Millimeter breit und 12 Millimeter lang. Sie ist rotbraun gefärbt und fast sitzend. Der annähernd kugelförmige und glatte Samen wird 3,3 Millimeter breit und 3 Millimeter lang.

## Verbreitung und Systematik
Euphorbia adjurana ist im Süden von Äthiopien bis in den Norden von Kenia  auf felsigen Hügelseiten mit dichtem Strauchwerk in Höhenlagen von 700 bis 1200 Meter verbreitet. Die Art steht auf der Roten Liste der IUCN und gilt als gefährdet (Vulnerable).
Die Erstbeschreibung der Art erfolgte 1982 durch Peter René Oscar Bally und Susan Carter Holmes.